# Международный день солидарности молодёжи

Эмблема ВФДМ

«Международный день солидарности молодёжи» — интернациональная молодёжная дата, которая отмечается по всей планете ежегодно, 24 апреля. «День солидарности молодёжи» не является нерабочим днём, если, в зависимости от года, не попадает на выходной.
Инициатива проведения «Международного дня солидарности молодёжи» принадлежит Всемирной федерации демократической молодёжи — международной молодёжной организации левого толка. По замыслу организаторов, этот день должен служить для того, чтобы обратить внимание мировой общественности и политиков всех стран планеты на проблемы социальной защиты молодёжи, необходимости создания и проведения молодёжной политики, помощи в получении образования, а также решения проблем культурного воспитания и досуга молодёжи.

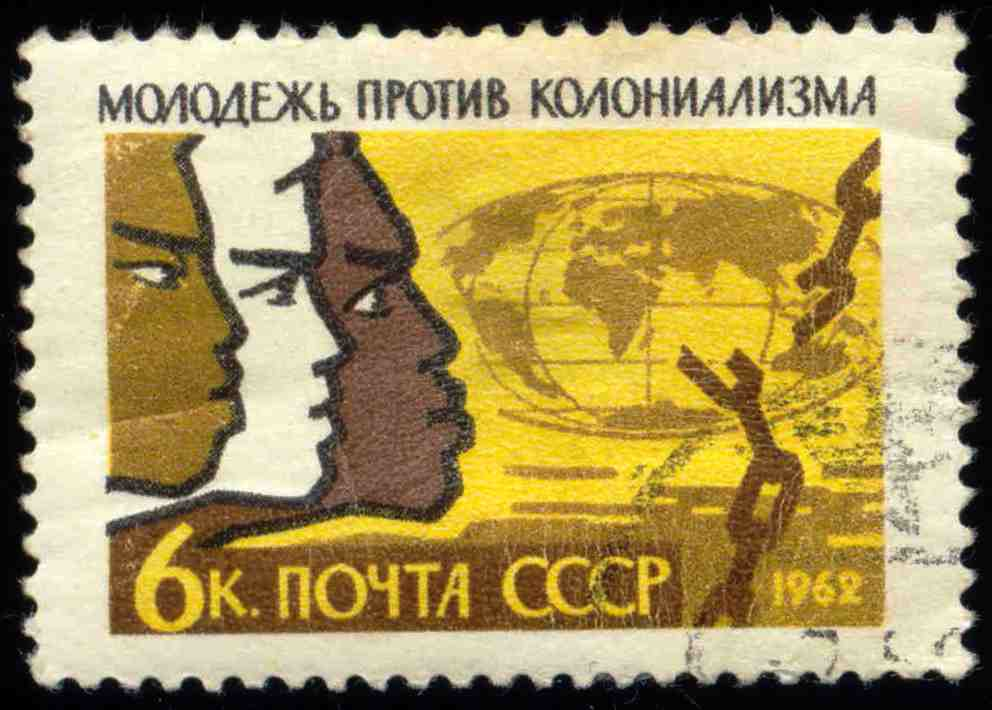
Молодёжь против колониализма, молодёжь разных континентов. Почтовая марка СССР, 1962, 6 коп., гашеная, ЦФА № 2676). Глубокая печать. Художник: Е. Анискин.

Дата для проведения этого международного дня была приурочена к заключительному заседанию Бандунгской конференции стран Азии и Африки в 1955 году. Впервые «Международный день солидарности молодёжи» отмечали в 1957 году и тогда он назывался «Международный день солидарности молодёжи в борьбе против колониализма, за мирное сосуществование», однако со временем от первоначального названия остались только первые четыре слова.
В «Международный день солидарности молодёжи» проводились молодёжные съезды, организовывались концерты, проводились праздничные мероприятия. После распада СССР, когда этот международный день потерял своего основного спонсора, празднование «МДСМ», по сравнению с прежними временами, практически сошло на нет. В настоящее время эта дата отмечается эпизодически, как правило при поддержке коммунистических партий.